# 卡斯滕·福斯特林
卡斯滕·福斯特林（英語：Karsten Forsterling，1980年1月21日—），澳大利亚男子赛艇运动员。他曾代表澳大利亚参加2012年和2016年夏季奥林匹克运动会赛艇比赛，获得一枚银牌和一枚铜牌。